# Novelletten (Schumann)
Die acht Novelletten, op. 21, eine in vier Hefte aufgeteilte, dem Pianisten Adolph Henselt gewidmete Sammlung von Charakterstücken für Klavier, komponierte Robert Schumann in engem Zusammenhang mit den Kinderszenen, op. 15, und den Kreisleriana, op. 16, im Jahr 1838 in Leipzig. Mit der Bezeichnung „Novelletten“, die später unter anderem von Niels Wilhelm Gade, Mili Alexejewitsch Balakirew, Alexander Konstantinowitsch Glasunow und Francis Poulenc weiter verwendet wurde, nahm Schumann auf die literarische Gattung der Novelle Bezug (ital. novelletta „kleine Erzählung“). Die Stücke sollten, wie Schumann in Briefen erläuterte, „größere zusammenhängende abenteuerliche Geschichten“ erzählen: „Spaßhaftes, Egmontgeschichten, Familienszenen mit Vätern, eine Hochzeit, kurz äußerst Liebenswürdiges – und das ganze Novelletten genannt.“ Einige Inhalte dieser Geschichten hat Schumann verschiedentlich auch durch vorangestellte Motti näher bestimmt: Das Intermezzo der Novellette Nr. 3 etwa wurde für einen Vorabdruck in der Neuen Zeitschrift für Musik mit einem Zitat aus Shakespeares Macbeth versehen. Die Novellette Nr. 2 verband Schumann bei anderer Gelegenheit mit Versen aus Goethes West-östlichem Divan.
Als unmittelbarer Anlass für die Namensgebung darf Schumanns Begegnung mit der englischen Sängerin Clara Novello gelten, die im Winter 1837/38 in Leipzig gastierte und durch ihre eindrucksvollen Konzertdarbietungen wie auch durch ihre Namensverwandtschaft mit Clara Wieck die Aufmerksamkeit des Komponisten erregte. Seiner Verlobten erklärte Schumann, die Stücke erhielten den Namen Novelletten, „weil Du Clara heißt und Wiecketten nicht gut klingt“.
Kompositionstechnisch zeichnen sich Schumanns Novelletten – wie auch die zeitgleich entstandenen Kreisleriana – durch eine für die damalige Zeit neuartige Freiheit im Umgang mit traditionellen Formgebungen aus. Die dreiteilige A-B-A-Form (mit kontrastierendem Mittelteil) bildet weiterhin die Grundlage (sehr deutlich etwa in den Novelletten Nr. 1 und 2), wird jedoch zunehmend durch einen „erzählerischen“ Impetus erweitert, abgewandelt und zuweilen sogar ganz aufgebrochen (wie im Schlussteil der Novellette Nr. 8).